# Crytea frequentior
Crytea frequentior är en stekelart som först beskrevs av Heinrich 1938.  Crytea frequentior ingår i släktet Crytea och familjen brokparasitsteklar. Inga underarter finns listade i Catalogue of Life.